# Stibochiona apaturina
Stibochiona apaturina är en fjärilsart som beskrevs av Thomas Horsfield 1829. Stibochiona apaturina ingår i släktet Stibochiona och familjen praktfjärilar. Inga underarter finns listade i Catalogue of Life.